# Каран (приток Янгельки)
Каран (устар. Каранелга) — река в России, протекает по Башкортостану. Устье реки находится в 70 км по правому берегу реки Янгелька. Длина реки составляет 12 км.
В 4,1 км от устья по левому берегу впадает река Карузак.

## Данные водного реестра
По данным государственного водного реестра России относится к Уральскому бассейновому округу, водохозяйственный участок реки — Урал от Магнитогорского гидроузла до Ириклинского гидроузла, речной подбассейн реки — подбассейн отсутствует. Речной бассейн реки — Урал (российская часть бассейна).
Код объекта в государственном водном реестре — 12010000312112200001908.